# Ionenkanal

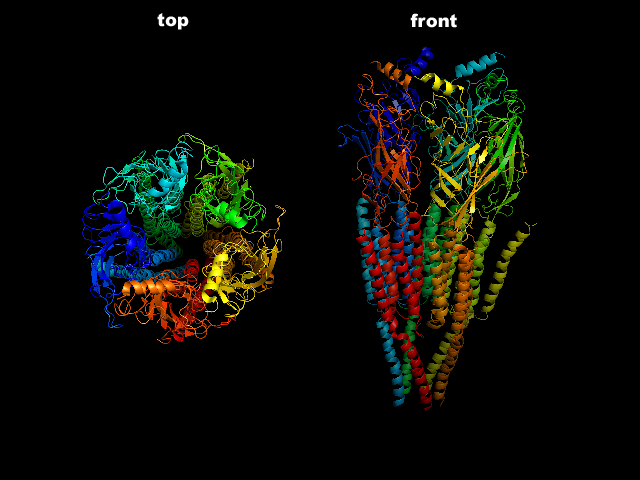
Kristallstruktur des nikotinischen Acetylcholinrezeptors (nAChR), einem ligandengesteuerten Ionenkanal

Ionenkanäle sind porenbildende Transmembranproteine, die elektrisch geladenen Teilchen, Ionen, das Durchqueren von Biomembranen ermöglichen. Aufgrund dieser Funktion werden sie auch als Kanalproteine oder Tunnelproteine bezeichnet. Der Transport erfolgt dabei entlang des bestehenden elektrochemischen Gradienten (dem Konzentrations- und Potentialgefälle). Dadurch unterscheiden sie sich von aktiven Transportproteinen wie den Ionenpumpen, die ihrerseits unter Energieverbrauch den primär aktiven Transport über Ionenkanäle ermöglichen. Ionenkanäle finden sich sowohl in der außenliegenden Zellmembran als auch in den Membranen der Zellorganellen wie dem Tonoplast.
Ionenkanäle sind, im Zusammenspiel mit anderen Transportproteinen, von universeller Bedeutung für Transportprozesse über die Membransysteme der Zelle. Dazu gehören die Regulation der osmotischen Aktivität, des Säure-Basen-Haushalts, die Aufnahme und Ausscheidung von Stoffen sowie die Erregungsleitung in Nerven und Muskelzellen.
Durch die Patch-Clamp-Technik wurde es möglich, die wenige Picoampere großen Ionenströme über einzelne Kanalproteine zu messen und so ihre elektrischen, kinetischen und anderen Eigenschaften zu erfassen.

## Biophysikalische Eigenschaften

### Selektivität und Leitfähigkeit
Ionenkanäle können anhand ihrer ausgeprägten oder auch fehlenden Selektivität für bestimmte Ionen beschrieben werden. Je höher die Selektivität für eine Ionensorte, umso geringer ist die Leitfähigkeit der geöffneten Pore für andere Ionen.
Man kennt hochspezifische Kanäle für
- Kationen (positiv geladen) wie:
  - Kalium
  - Natrium
  - Calcium
- Anionen (negativ geladen) wie:
  - Chlorid
  - Nitrat
  - Malat[1]

Ionenkanäle werden oft nach ihrer Selektivität benannt: Kalium-, Natrium-, Calcium- oder Chlorid-Kanal.
Daneben gibt es die sogenannten unspezifischen Kationenkanäle wie die TRP-Kanäle, engl. transient receptor potential channels, die eine ähnliche Leitfähigkeit für Kalium-, Natrium- und Calciumionen aufweisen.
Es existiert eine Reihe von Ionenkanälen für Protonen wie Thermogenin oder spannungsgesteuerte Protonenkanäle. Protonen werden aber auch aktiv, unter ATP-Verbrauch, von Protonenpumpen transportiert; letztere gehören nicht zu den Ionenkanälen. Ebenfalls nicht zu den Ionenkanälen im engeren Sinne werden die Connexone der gap junctions gezählt, die Moleküle bis ca. 1 kDa passieren lassen können.

### Steuerung (Gating)
Die Leitfähigkeit der meisten Ionenkanäle wird vom vorhandenen Milieu oder gerichteten Signalen drastisch beeinflusst, man bezeichnet solche Kanäle als gesteuert (engl. gated).

#### Spannungsgesteuerte Ionenkanäle
Eine große Klasse von Ionenkanälen wird durch das Membranpotential gesteuert (spannungsabhängige Ionenkanäle). So sind z. B. typische spannungsaktivierte Natrium-Kanäle während des Ruhemembranpotenzials nicht leitfähig, sondern nur dann, wenn sie durch eine Depolarisation aktiviert werden.

#### Ionenkanal-Rezeptoren
Eine andere große Klasse von Ionenkanälen wird durch Liganden aktiviert, also durch Moleküle, die als Botenstoffe fungieren (liganden-gesteuerte Ionenkanäle). So wird z. B. der Acetylcholin-Rezeptor, der eine Rolle bei der Signaltransduktion vom Nerv auf den Muskel spielt, bei Anwesenheit des Neurotransmitters Acetylcholin leitfähig.

#### Andere Steuerungsmechanismen
- mechanosensitive Ionenkanäle können durch mechanische Reize (z. B. Druck, Vibrationen) aktiviert werden.
- lichtgesteuerte Ionenkanäle (light gated channels), z. B. die Channelrhodopsine, werden durch Licht spezifischer Wellenlänge aktiviert
- temperaturgesteuerte Ionenkanäle werden ab spezifischen Temperaturen aktiviert

### Transportrate
Ionenkanäle haben im geöffneten Zustand die größte Durchlassrate von allen Transportproteinen, sie wird meist mit 106 bis 108 Ionen pro Sekunde angegeben. Damit bilden sie die schnellsten Membrantransportmittel, verglichen mit kotransportierenden Proteinen (Symporter und Antiporter) (102 bis 104 Moleküle pro Sekunde) oder ATP-getriebenen Pumpen (100 bis 102 Ionen pro Sekunde).

## Trivia

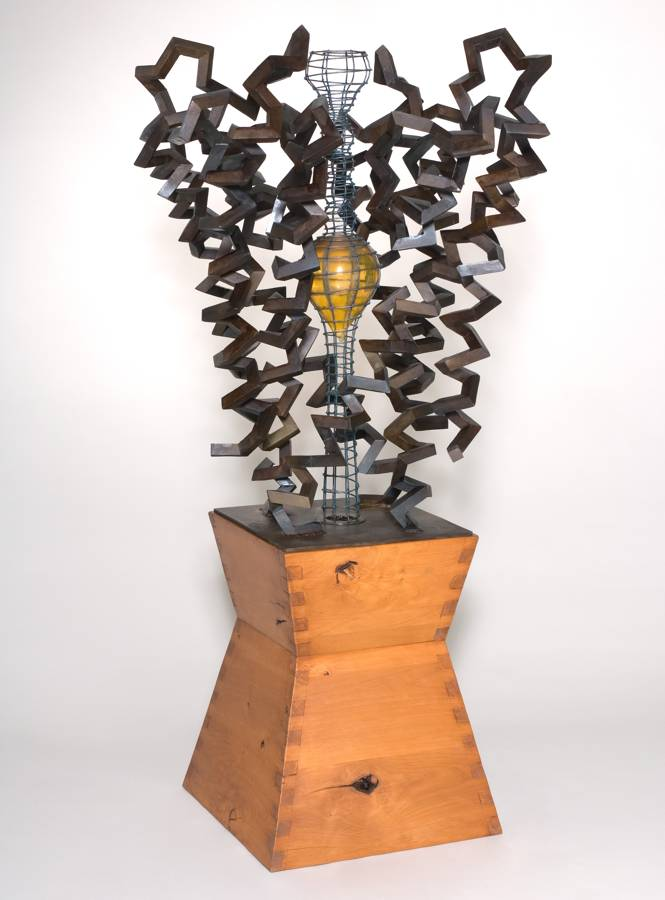
Birth of an Idea (2007) von Julian Voss-Andreae. Diese 1,50 m hohe Skulptur wurde von Roderick MacKinnon in Auftrag gegeben und basiert auf den Atomkoordinaten, die von MacKinnons Gruppe 2001 veröffentlicht wurden.

Roderick MacKinnon, der 2003 zusammen mit Peter Agre den Nobelpreis für Chemie für seine Strukturaufklärung von Ionenkanälen erhielt, beauftragte den deutsch-amerikanischen Künstler Julian Voss-Andreae, eine Plastik auf Basis seiner experimentellen Daten zu erschaffen.